# Niko Heikkilä
Niko Heikkilä (* 9. Dezember 2001) ist ein finnischer Radrennfahrer.

## Sportlicher Werdegang
Heikkilä fährt für den Radsportverein Ounaksen Pyörä-Pojat aus Rovaniemi, wo er mehrere Disziplinen betreibt. Im Januar 2017 siegte er bei den finnischen Cyclocross-Meisterschaften in zwei Rennen nacheinander in den Altersklassen Jugend und Junioren. Auch in den drei folgenden Saisons war er finnischer Cyclocross-Meister, 2019/2020 in der Elite.
Auf der Straße war Heikkilä 2017 ebenfalls Junioren-Meister. Im Frühjahr 2018 fuhr er mit dem finnischen Junioren-Nationalteam mehrere Rennen in Belgien, darunter die Junioren-Version von Gent–Wevelgem, die er aber nicht beendete.
Zu Heikkiläs Spezialdisziplin wurde der Mountainbikesport. Hier war Heikkilä mehrfacher finnischer Elite-Meister, insbesondere dreimal in der wichtigsten Disziplin, dem olympischen Cross-Country (2022, 2022, 2023), wobei er 2022 zusätzlich Titel im Shorttrack und Marathon holte. International vertrat er Finnland bei Mountainbike-Europameisterschaften und -Weltmeisterschaften sowie im Weltcup. Sein bedeutendstes internationales Resultat war der achte Platz im Shorttrack-Rennen der Europameisterschaften 2022. In der Saison 2024 trat er bei Rennen des internationalen Kalenders nicht in Erscheinung und wurde auch nicht fürs olympische Mountainbikerennen nominiert, in dem Finnland dank seiner Ergebnisse einen Startplatz hatte. Er dementierte jedoch Gerüchte über ein Karriereende.

## Erfolge

### Cyclocross
2016/2017
 Finnischer Meister (Junioren)
2017/2018
 Finnischer Meister (Junioren)
2018/2019
 Finnischer Meister (Junioren)
2019/2020
 Finnischer Meister

### Straße
2017
 Finnischer Meister (Junioren) – Straßenrennen

### Mountainbike
2018
 Finnischer Meister (Junioren) – Cross-Country XCO
2020
 Finnischer Meister – Cross-Country XCO
2022
 Finnischer Meister – Cross-Country XCO, Shorttrack XCC, Marathon XCM
2024
 Finnischer Meister – Cross-Country XCO